# Svenska Deckarakademin

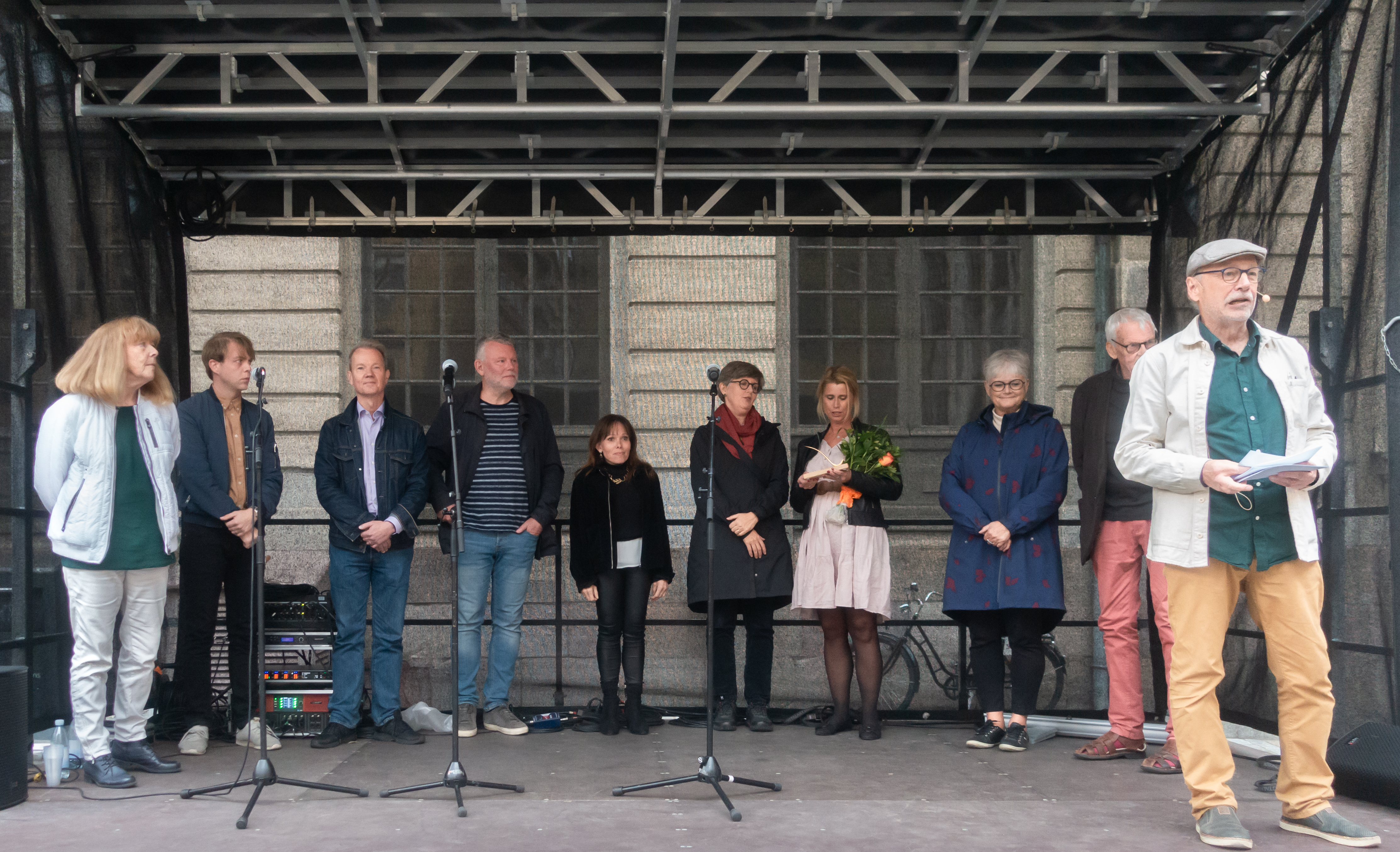
Delar av Svenska Deckarakademin samlad på Stortorget under Stockholms bokhelg i augusti 2021.

Svenska Deckarakademin är ett samfund vars syfte är att främja deckarlitteraturen och facklitteratur om deckargenren. 
Akademin utser varje år årets bästa svenska kriminalroman och årets bästa till svenska översatta kriminalroman. Det sistnämnda priset har tidigare kallats The Martin Beck Award. Från och med 2009 tilldelas pristagaren Den Gyllene Kofoten.

## Historia
Svenska Deckarakademin instiftades den 16 april 1971 av Jan Broberg, Jörgen Elgström, Bo Lundin och Åke Runnquist, som en nischad och mindre pretentiös version av Svenska Akademien. Förslaget på en sådan sammanslutning kom dock redan 2 november 1957 i en artikel i Aftonbladet skriven av deckarförfattaren H.-K. Rönblom. Tanken var att främja deckargenren genom att ge ut kvalitetsdeckare och facklitteratur i ämnet, samt att ge ut olika priser för att uppmärksamma allmänheten på stora insatser inom genren.
Till skillnad från Svenska Akademien beslöt Svenska Deckarakademin att endast ha 13 ledamöter (det har sedermera utökats till 21 ledamöter). Hälften av stolarna vigdes åt kriminalförfattare, hälften åt deckarkritiker, och utslagsrösten åt en allmänt deckarkunnig. Vid starten innehades den sistnämnda stolen av förlagsmannen Åke Runnqvist.
Akademins hittills största och mest prestigefyllda insats får sägas vara värdskapet för den tredje internationella kriminalförfattarkongressen i Stockholm 1981 (efter London och New York), som lockade många stora namn och blev en stor succé. I samband med den arrangerades en novelltävling, där vinnarna samlades i antologin Priset för ett mord (1982).
Varje år har Akademin två möten (höst och vår). Höstmötet hålls numera oftast på Svenska Deckarbiblioteket i Eskilstuna. Både ledamöter och hedersmedlemmar (ledamöter som av olika skäl dragit sig tillbaka) har rösträtt.
Från 2023 kommer Rättsmedicinalverket att ha ett unikt samarbete med Svenska Deckarakademin.

## Ledamöter

### Nuvarande ledamöter
- Stol nr 16: Karin Alfredsson
- Stol nr 19: Jan Arnald
- Stol nr 14: Karl Berglund
- Stol nr 12: Kerstin Bergman
- Stol nr 21: Yukiko Duke
- Stol nr 1: Ulf Durling
- Stol nr 20: Katarina Gregersdotter
- Stol nr 2: Anders Hammarqvist
- Stol nr 5: Dag Hedman
- Stol nr 9: John-Henri Holmberg
- Stol nr 4: Sara Kärrholm
- Stol nr 6: Åsa Larsson
- Stol nr 11: Mårten Sandén
- Stol nr 13: Nisse Scherman
- Stol nr 17 Ninni Schulman
- Stol nr 10: Johan Theorin
- Stol nr 18: Karin Wahlberg
- Stol nr 15: Christina Wahldén
- Stol nr 8: Gunilla Wedding
- Stol nr 7: Bibbi Wopenka
- Stol nr 3: Johan Wopenka

### Hedersledamöter
- Tomas Arvidsson
- Inger Frimansson
- Bo R Holmberg
- Bo Lundin
- Maria Neij
- Marie Peterson
- Veronica Sjöstrand
- Aino Trosell

### Ursprungliga ledamöter
- Barbro Alving
- Jan Broberg
- Jan Ekström
- Jörgen Elgström
- Iwan Hedman (senare Morelius)
- Maria Lang
- Bo Lundin
- Åke Runnquist
- Kjell Stensson
- Maj Sjöwall & Per Wahlöö (räknas som en författare)
- Vic Suneson
- Sven Sörmark
- Gunnar Unger

### Andra ledamöter genom åren
- Johan Asplund
- Göran Bengtson
- K. Arne Blom
- Jean Bolinder
- Kjell-Olof Bornemark
- Ted Bergman
- Thomas Böös
- Torsten Ehrenmark
- Jan-Olof Ekholm
- Karl G. Fredriksson
- Lilian Fredriksson
- Ivar Harrie
- Otto Holm
- Anna Jansson
- Torsten Jungstedt
- Kristina Ohlsson
- Per Olaisen
- Uno Palmström
- Lena Persson
- P.G. Peterson
- Maj Sjöwall
- Hans Stertman
- Olov Svedelid
- Herbert Tingsten
- Ulla Trenter
- Helene Tursten
- Sven Westerberg
- Staffan Westerlund
- Bertil R. Widerberg
- Ulf Örnkloo

## Akademins böcker
Svenska Deckarakademin har gett ut både facklitteratur, novellsamlingar och antologier, med syfte att föra fram kvalitetsdeckare.
- 1973 – 13 i juryn
- 1976 – Mordiskt allehanda
- 1978 – Brottslig blandning
- 1978 – Mordet är fritt
- 1980 – Svenskarna och deras brottslingar
- 1982 – Priset för ett mord
- 1986 – Öga mot öga
- 1988 – Levande döda
- 1991 – Dråpliga mord
- 1993 – Mässfall
- 2011 – 221 bra deckare du bör läsa innan du mördas

## Akademins priser
Svenska Deckarakademin delar ut två årliga pris. Dessutom ges ibland olika specialpriser ut.

### Bästa till svenska översatta kriminalroman
Ända sedan grundandet har Svenska Deckarakademin belönat den bästa kriminalromanen som översatts under året. Priset kallades mellan 1996 och 2009 "The Martin Beck Award" efter Maj Sjöwall och Per Wahlöös kriminalkommissarie Martin Beck. Priset består av ett diplom ritat av den danske illustratören Henry Lauritzen och har stort internationellt erkännande. Från och med 2009 består priset även av "Den Gyllene Kofoten".
Vinnarna sedan starten är:
- 1971 – Julian Symons: Den 31 februari
- 1972 – Frederick Forsyth: Schakalen
- 1973 – Richard Neely: Min vän Walter
- 1974 – Francis Iles: Brottslig avsikt
- 1975 – Cornell Woolrich: Hämndens ögonblick
- 1976 – John Franklin Bardin: Dimstråk
- 1977 – Leslie Thomas: Flickan på kyrkogården
- 1978 – Anthony Price: Blindgångarna
- 1979 – Brian Garfield: Med samma mynt
- 1980 – Ruth Rendell: Drömmar till döds
- 1981 – Sebastien Japrisot: Vedergällningen
- 1982 – Margaret Yorke: En känsla av fruktan
- 1983 – Pierre Magnan: Guldsvampen
- 1984 – Len Deighton: Byte i Berlin
- 1985 – Elmore Leonard: LaBrava
- 1986 – John le Carré: En perfekt spion
- 1987 – Matti Joensuu: Plågoandarna
- 1988 – Scott Turow: Misstänkt
- 1989 – Anders Bodelsen: Mörkläggning
- 1990 – Ross Thomas: Kinesens chans
- 1991 – Doris Gercke: Du skrattade, du ska dö
- 1992 – Manuel Vázquez Montalbán: Döden i Barcelona
- 1993 – Tim Krabbé: De försvunna
- 1994 – Maarten 't Hart: Om så hela världen rasar
- 1995 – Scott Smith: En enkel plan
- 1996 – David Guterson: Snö faller på cederträden
- 1997 – Barry Unsworth: Döden och gycklarna
- 1998 – Mary Willis Walker: Under skalbaggens bo
- 1999 – Iain Pears: Den fjärde sanningen
- 2000 – Thomas H. Cook: Den svarta tjärnen
- 2001 – Peter Robinson: En ovanligt torr sommar
- 2002 – Karin Fossum: Svarta sekunder
- 2003 – Ben Elton: Dödskänd
- 2004 – Alexander McCall Smith: Damernas detektivbyrå
- 2005 – Arnaldur Indriðason: Änglarösten
- 2006 – Philippe Claudel: Grå själar
- 2007 – Thomas H. Cook: Där tvivlet gror
- 2008 – Andrea Maria Schenkel: Mordbyn
- 2009 – Andrew Taylor: Det blödande hjärtat
- 2010 – Deon Meyer: Devils Peak
- 2011 – Denise Mina: Getingsommar
- 2012 – Peter Robinson: En förgiftad man
- 2013 – Dror Mishani: Utsuddade spår
- 2014 – Jørn Lier Horst: Jakthundarna
- 2015 – Nic Pizzolatto: Galveston
- 2016 – Ray Celestin: Yxmannen
- 2017 – Ane Riel: Kåda
- 2018 – Thomas Mullen: Darktown
- 2019 – Jane Harper: En förlorad man
- 2020 – Deon Meyer: Villebråd
- 2021 – Guillaume Musso: Återträffen
- 2022 – Chris Whitaker: Slutet blir vår början
- 2023 – Jo Callaghan: På ett ögonblick

### Bästa svenska kriminalroman
Efter värdskapet av den internationella deckarkongressen, 1981, instiftades priset till den bästa svenska kriminalromanen. 
Vinnarna är:
- 1982 – Leif G.W. Persson: Samhällsbärarna
- 1983 – Ulf Durling: Lugnet efter stormen
- 1984 – Staffan Westerlund: Svärtornas år
- 1985 – Jean Bolinder: För älskarns och mördarns skull
- 1986 – Staffan Westerlund: Större än sanningen
- 1987 – Olov Svedelid: Barnarov
- 1988 – Jan Guillou: I nationens intresse
- 1989 – Kjell-Olof Bornemark: Skyldig utan skuld
- 1990 – Jean Bolinder: Dödisgropen
- 1991 – Henning Mankell: Mördare utan ansikte
- 1992 – Gösta Unefäldt: Polisen och mordet i stadshuset
- 1993 – Kerstin Ekman: Händelser vid vatten
- 1994 – Håkan Nesser: Borkmanns punkt
- 1995 – Henning Mankell: Villospår
- 1996 – Håkan Nesser: Kvinna med födelsemärke
- 1997 – Åke Edwardson: Dans med en ängel
- 1998 – Inger Frimansson: God natt min älskade[2]
- 1999 – Sven Westerberg: Guds fruktansvärda frånvaro
- 2000 – Aino Trosell: Om hjärtat ännu slår
- 2001 – Åke Edwardson: Himlen är en plats på jorden
- 2002 – Kjell Eriksson: Prinsessan av Burundi
- 2003 – Leif G.W. Persson: En annan tid, ett annat liv
- 2004 – Åsa Larsson: Det blod som spillts
- 2005 – Inger Frimansson: Skuggan i vattnet[2]
- 2006 – Stieg Larsson: Flickan som lekte med elden
- 2007 – Håkan Nesser: En helt annan historia
- 2008 – Johan Theorin: Nattfåk
- 2009 – Roslund & Hellström: Tre sekunder
- 2010 – Leif G.W. Persson: Den döende detektiven
- 2011 – Arne Dahl: Viskleken
- 2012 – Åsa Larsson: Till offer åt Molok
- 2013 – Christoffer Carlsson: Den osynlige mannen från Salem
- 2014 – Tove Alsterdal: Låt mig ta din hand
- 2015 – Anders de la Motte: Ultimatum
- 2016 – Malin Persson Giolito: Störst av allt
- 2017 – Camilla Grebe: Husdjuret
- 2018 – Stina Jackson: Silvervägen
- 2019 – Camilla Grebe: Skuggjägaren
- 2020 – Tove Alsterdal: Rotvälta
- 2021 – Åsa Larsson: Fädernas missgärningar
- 2022 – Sara Strömberg: Skred
- 2023 – Christoffer Carlsson: Levande och döda
- 2024 – Carl-Johan Vallgren: Din tid kommer

### Övriga priser
Följande priser utdelas inte varje år, utan enbart efter förslag från enskilda ledamöter eller särskilda prisgrupper. 

#### Debutpris
- 1971 – Ulf Durling: Gammal ost

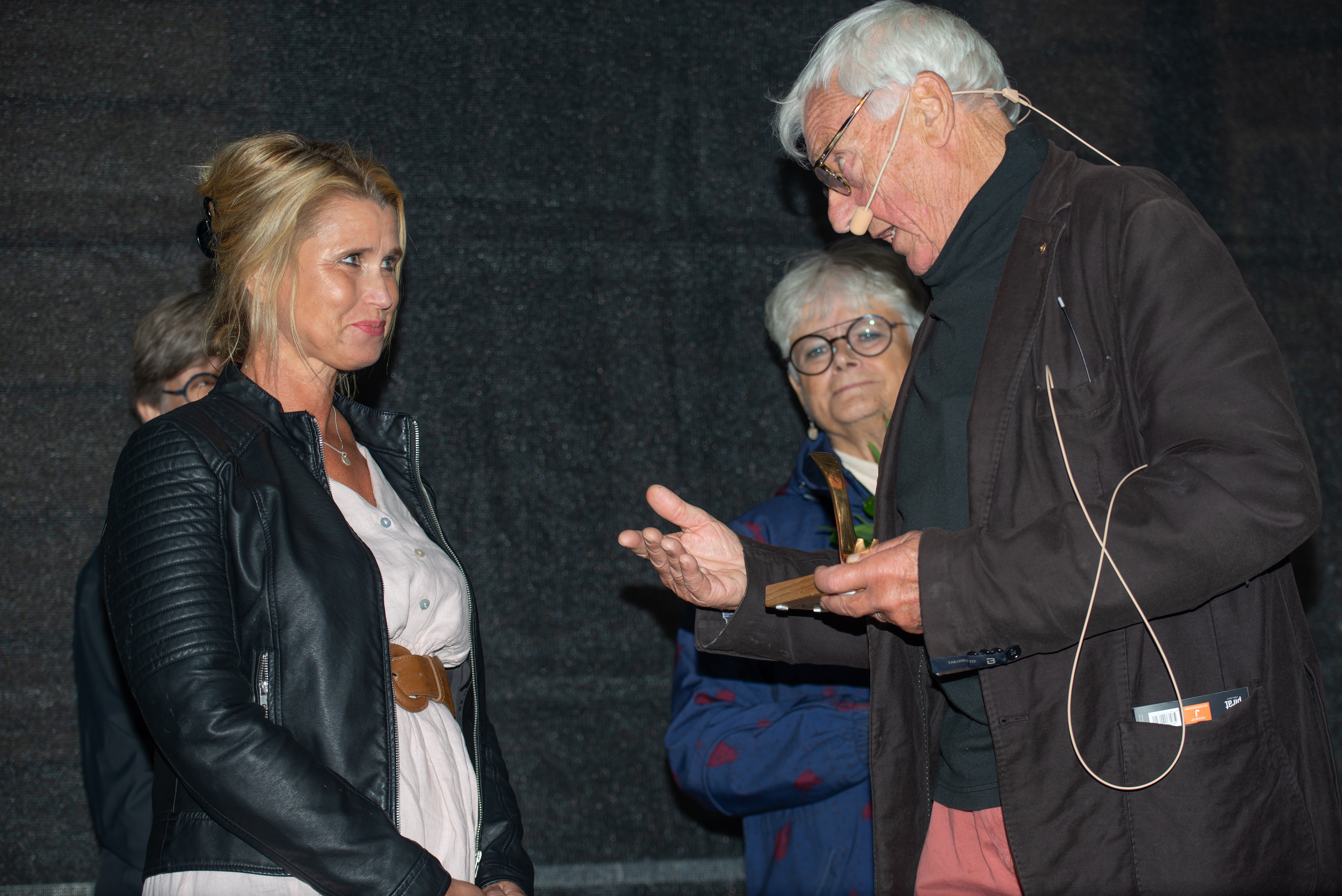
Malin Thunberg Schunke får Svenska Deckarakademins debutpris från 2019, utdelat 2021 på grund av covid-19-pandemin. Utdelningen skedde av Ulf Durling under Stockholms Bokhelg 2021. Karin Alfredsson syns i bakgrunden.

- 1974 – Valter Unefäldt: Råttan på repet
- 1976 – Tomas Arvidsson: Enkelstöten
- 1982 – Kjell-Olof Bornemark: Legat till en trolös
- 1984 – Bobi Sourander: Ett kilo diamanter
- 1985 – Mats Tormod: Movie
- 1990 – Hans Lamborn (pseud. för Torgny Lindgren och Eric Åkerlund): Den röda slöjan och Gunnar Ohrlander: Downwind
- 1991 – Olle Häger: Bandyspelaren som försvann i Gambia
- 1993 – Håkan Nesser: Det grovmaskiga nätet
- 1995 – Åke Edwardson: Till allt som varit dött
- 1997 – Lennart Lundmark: Den motsträvige kommissarien
- 1998 – Liza Marklund: Sprängaren
- 1999 – Kjell Eriksson: Den upplysta stigen
- 2001 – Eva-Marie Liffner: Camera och Åke Smedberg: Försvinnanden
- 2002 – Tove Klackenberg: Påtaglig risk att skada
- 2003 – Åsa Larsson: Solstorm
- 2006 – Karin Alfredsson: 80 grader från varmvattnet
- 2007 – Johan Theorin: Skumtimmen
- 2008 – Ingrid Hedström: Lärarinnan i Villette
- 2009 – Olle Lönnaeus: Det som ska sonas
- 2010 – Anders de la Motte: [geim]
- 2012 – Lars Pettersson: Kautokeino, en blodig kniv
- 2013 – Thomas Engström: Väster om friheten
- 2014 – Anna Lihammer: Medan mörkret faller
- 2015 – Sara Lövestam: Sanning med modifikation
- 2017 – Niklas Natt och Dag: 1793
- 2019 – Malin Thunberg Schunke: Ett högre syfte
- 2020 – Maria Grund: Dödssynden
- 2021 – Sara Strömberg: Sly
- 2022 – Ulf Kvensler: Sarek
- 2023 – Negar Naseh & David Sandström: En bondes död

#### Grand Master-diplom
(De år som inte nämns i listan delades inget pris ut.)
- 1972 – Ellery Queen och Agatha Christie
- 1973 – John Dickson Carr och Rex Stout
- 1974 – Georges Simenon och Eric Ambler
- 1975 – Vic Suneson och Michael Innes
- 1976 – Ross Macdonald och Ed McBain
- 1977 – Julian Symons
- 1978 – Graham Greene
- 1979 – Patricia Highsmith
- 1980 – W. R. Burnett och Geoffrey Household
- 1981 – Bernhard Borge, Christianna Brand, Michael Gilbert, Dorothy B. Hughes och Hillary Waugh
- 1982 – Jan Broberg
- 1986 – Allen J. Hubin
- 1988 – Hammond Innes
- 1989 – John le Carré
- 1993 – Tony Hillerman
- 1996 – P.D. James och Ruth Rendell
- 1997 – Jan Ekström
- 2000 – Colin Dexter
- 2004 – Jenny Berthelius
- 2004 – Bertil R. Widerberg
- 2007 – Olov Svedelid
- 2008 – Len Deighton, Jan-Olof Ekholm och Donald E. Westlake
- 2009 – K. Arne Blom och Peter Lovesey
- 2010 – Sara Paretsky och Ulf Durling
- 2011 – Reginald Hill och Bo Lundin
- 2012 – Jean Bolinder
- 2015 – Gunnar Staalesen
- 2019 – Leif G.W. Persson
- 2022 – Håkan Nesser

#### Special Grand Master-diplom
- 1981 – Ellery Queen
- 2010 – Jan Broberg och Bo Lundin

#### Barn- och ungdomsdeckare
- 1976 – Hans-Eric Hellberg
- 1977 – Astrid Lindgren och Olov Svedelid
- 1978 – Nils-Olof Franzén
- 1980 – Åke Holmberg

Se även litteraturpriset Spårhunden, som sedan 2009 delas ut av akademin.

#### Berömvärd översättning
- 1975 – Mårten Edlund
- 1976 – Sonja Bergvall
- 1977 – Roland Adlerberth
- 1981 – Kerstin Hallén
- 1988 – Pelle Fritz-Crone
- 1990 – Britte-Marie Bergström
- 1993 – Thomas Preis
- 2001 – Karl G. Fredriksson och Lilian Fredriksson
- 2009 – Ulla Danielsson och Jan Malmsjö
- 2010 – Ulf Gyllenhak
- 2017 – Boel Unnerstad
- 2021 – John-Henri Holmberg

#### Bästa fackbok
- 1978 – Jack Uppskäraren. Fakta i målet av Donald Rumbelow
- 1979 – Mälarmördaren av Jan-Olof Ekholm och Sven Sperlings
- 1981 – Anna Johansdotters död av Jörn Svensson
- 1985 – Skulden av Hanna Olsson
- 1986 – Kriminallitteratur på svenska 1749-1985 av Iwan Hedman-Morelius
- 1990 – Catrine och rättvisan av Hanna Olsson
- 1991 – Stora Mordboken av Johan Wopenka
- 1996 – En amerikansk gåta av Norman Mailer
- 1997 – Prosaberättelser om brott på den svenska bokmarknaden 1885-1920 En bibliografi av Dag Hedman
- 1999 – Döden är en man av Per Lindeberg
- 2001 – Spänning och spioner av Jan Broberg
- 2004 – Dexikon av Bo Lundin och Från Kalle Blomkvist till internetdeckare av Karl G. Fredriksson och Lilian Fredriksson
- 2006 – En iskall vind drog genom Sverige av Lars Borgnäs
- 2007 – För ung att dö. En mördare och hans bödel. Om en av de sista avrättningarna i Sverige av Christer Isaksson
- 2008 – Nåd och straff. Religiösa motiv i deckare och thrillers av Karl G. Fredriksson och Lilian Fredriksson
- 2009 – Folkhemmets skuggbilder. En kulturanalytisk genrestudie av svensk kriminalfiktion i film och TV av Daniel Brodén
- 2010 – Skånska mord av Jan Hemmel
- 2011 – Snuten i skymningslandet, Svenska polisberättelser i roman och film 1965–2010 av Michael Tapper
- 2012 – Deckarboomen under lupp. Statistiska perspektiv på svensk kriminallitteratur 1977–2010 av Karl Berglund
- 2013 – Från Holmes till Sherlock av Mattias Boström
- 2017 – Död och dagishämtningar. En kvantitativ analys av det tidiga 2000-talets svenska kriminallitteratur av Karl Berglund
- 2023 – Deckardrottningar och pretendenter  av Carina Burman

#### Specialpriser
- 2003 – Bengt Eriksson för boken "Deckarhyllan. En personlig och initierad guide till kriminalgenren"
- 2006 – Bo Bennich-Björkman "för livslång gärning till genrens goda"
- 2007 – Arne Dahl för "vitalisering och utveckling av kriminalgenren genom sin dekalogi om A-gruppen" och Lokalhistoriska Sällskapet i Norra Södermanland för återutgivning av Stockholms-detektiven
- 2008 – Kjell E Genberg för "mångårigt och hängivet arbete inom genren" och Svenska Turistföreningen för årsboken "Brott och Trakt"
- 2009 – ITV-produktionen av Foyle's War för "en verkningsfull historielektion i kriminaldramats dräkt"
- 2010 – Bertil Falk för "ett brett och oförtröttligt pionjärarbete, genren till gagn"
- 2011 – Lars Wendelius för "sina gedigna pionjärinsatser för deckargenren inom svensk litteraturvetenskap"
- 2012 – Jerker Eriksson och Håkan Axlander Sundquist för deras i tre delar utgivna Victoria Bergmans svaghet. De tre delarna har titlarna Kråkflickan, Hungerelden och Pythians anvisningar. "En hypnotiskt fängslande psykoanalys i kriminallitterär form"
- 2015 – Liza Marklund för sin banbrytande insats för den moderna kvinnliga deckarvågen i Sverige

## Kontrovers
Valet av Richard Neelys roman Min vän Walter till bästa översatta kriminalroman 1973 ledde till att Maria Lang lämnade samfundet. Hon gav senare utlopp för sina negativa känslor gentemot Svenska Deckarakademin i romanen Använd aldrig arsenik från 1984.